# Los boinas verdes
Los boinas verdes (inglés: The Green Berets) es una película estadounidense de 1968 por John Wayne y su guion está basado pobremente en la novela homónima de Robin Moore publicada en 1965. Esta película en particular polarizó el concepto de la guerra entre la opinión pública.

## Argumento
Es la guerra de Vietnam durante la intervención estadounidense. Le encomiendan en los Estados Unidos al coronel estadounidense Mike Kirby del cuerpo especial conocido como Boinas verdes la misión de combatir a los malvados comunistas en Vietnam del Sur, un país libre como los Estados Unidos, al que buscan conquistar y donde también quieren matar con una crueldad sin límites a todos los que se pongan allí en su camino.

## Reparto
- John Wayne - Col. Mike Kirby
- David Janssen - George Beckworth
- Jim Hutton - Sargento Petersen
- Patrick Wayne - Teniente Jamison
- Aldo Ray - Sargento Mayor Muldoon
- George Takei - Capitán Nim
- Raymond St. Jacques - Doc McGee
- Bruce Cabot - Coronel Morgan

## Recepción
La película se convirtió en un éxito de taquilla, pero fue repudidada por la crítica, porque veía en la obra cinematográfica una obra de propaganda.